# Prélude et fugue en mi mineur (BWV 855)
Le Clavier bien tempéré I
Pour un article plus général, voir Le Clavier bien tempéré.
Le prélude et fugue en mi mineur (BWV 855) est le dixième couple de préludes et fugues du premier livre du Clavier bien tempéré de Jean-Sébastien Bach, compilé vers 1722.
Le prélude est un mouvement perpétuel que surmonte un arioso à la mélodie ornée d'une intense expression, jusqu'à la brisure d'une toccata rapide et virtuose. La fugue, nerveuse et à deux voix, élance son sujet chromatique.

## Prélude
Le prélude, noté , comporte 41 mesures. À la mesure 23, changement de tempo — l'une des rares indications laissées par Bach — pour un Presto. La pièce est donc divisée en deux parties : la première alliant une mélodie ornée à un accompagnement perpétuel de doubles-croches parfaitement régulières et la seconde, sorte de toccata virtuose, développant seulement les figures d'accompagnement.

## Fugue
La fugue, à deux voix, notée 
, est longue de 42 mesures. C'est la seule fugue a deux voix du recueil (il n'existe qu'une autre fugue à deux voix BWV 961). Le sujet est une décomposition de l'accord parfait modulant vers la dominante. La réponse, elle, se fait « réelle », module également, sans revenir au ton principal (cas unique chez Bach), : mesure 5, la fugue est en fa  majeur (dominante de la dominante).
La fugue est structurée en deux sections égales (mesures 1–19), avec transposé, à la mesure 20, un échange des mains. Chacune comprend deux entrées et deux divertissements. Deux mesures homophoniques, très inhabituel dans une fugue, apparaissent mesure 19 et 38. La fugue se termine avec une petite coda (mesures 39) sur quatre mesures qui réexpose une partie du sujet.

## Genèse
Le prélude est connu dans un état plus ancien limité aux 23 premières mesures, dans le Klavierbüchlein (855a). La transformation est radicale : Bach rajoute la seconde section marquée Presto, mais surtout, il transforme les accords plaquées de la main droite, en arioso à l'intense expression.

## Postérité

### Arrangement de Siloti de BWV 855a: prélude en si mineur
Cet arrangement a été décrit comme « peut-être la transcription la plus tendre et la plus parfaite » de Siloti. Elle transpose l'original de Bach de mi mineur en si mineur, conservant les motifs en doubles croches joués par Bach à la main gauche mais en les assignant à la main droite. Siloti ajoute également un signe de répétition de l'ensemble de l'œuvre, afin de permettre un changement d'harmonisation où la mélodie à la main gauche est mise en valeur.

Les accords de la main gauche sont arpégés ; cependant, selon sa fille Kyriena (à qui l'œuvre est dédiée), Siloti omettait l'arpège au premier passage et le rétablissait à la répétition afin d'accentuer l'effet de la mélodie de la main gauche. Cet arrangement a été interprété par de nombreux pianistes, dont l'un des plus fameux fut Emil Gilels. Sa date de composition est incertaine : il a été publié pour la première fois par A. Gutheil de Moscou et a été joué par Siloti en public pour la première fois (selon une annonce parue dans le Guardian de Manchester) en février 1912.

### Version à quatre mains
- Théodore Dubois en a réalisé une version pour piano à quatre mains[10], publiée en 1914.